# إبراهيم الدسوقي مرعي
إبراهيم الدسوقي مرعي (30 يناير 1915 ـ 21 فبراير 2001) هو وزير الأوقاف المصري سابقًا.

## حياته ونشأته
إبراهيم الدسوقي عبد الحميد مرعي، ولد في مديرية القليوبية في 30 يناير 1915، وحفظ القرآن في قرية كفر النخلة مركز طوخ بمديرية القليوبية، وهو لا يزال في 12 من عمره، والتحق بالأزهر الشريف، وتخرج في كلية أصول الدين 1941، ثم حصل علي الماجستير في الوعظ والإرشاد من كلية أصول الدين سنة 1943، ظل يواصل التعليم فاستطاع الحصول علي الدكتوراه مع الإجازة في التدريس سنة 1952 من كلية اللغة العربية بالقاهرة.

## عضويات ومناصب
- عضواً في مجمع البحوث الإسلامية بالقاهرة، وشارك في نشاط أكثر من لجنة من لجان المجلس الأعلى للشئون الإسلامية.
- انتظم في سلك العاملين بالدعوة الإسلامية بوزارة الأوقاف، مع علماء الدين والدعاة وعمل إماما، فمفتشا للمساجد، ثم مفتشا للشئون الدينية في التفتيش العام، ثم كبيرا للمفتشين، ثم وكيلا لإدارة الأوقاف والمحاسبة، ثم مديرا للأوقاف بالسويس، فوكيلا لإدارة المساجد، ثم مديرا للمساجد، فوكيلا للإدارة العامة للدعوة، فمديرا عاما للدعوة، فوكيلا للوزارة لشئون الدعوة وهو المنصب الذي شغله حتي أدرك سن التقاعد سنة 1980، حتي مستشاراً للدعوة في وزارة الأوقاف.[5]
- وزيرا للأوقاف في الثامن والعشرين من مارس 1982 خلفا للشيخ جاد الحق علي جاد الحق الذي عين شيخا للأزهر، وبقي الشيخ إبراهيم الدسوقي وزيرا للأوقاف حتى خلفه الدكتور محمد الأحمدي أبو النور عند تشكيل وزارة كمال حسن علي (أغسطس 1984).[3]

## سيرته
يعتبر إبراهيم الدسوقي هو الوزير الوحيد الذي كان إماما في المساجد قبل الوزارة وبعدها كنموذج لعالم الدين المتواضع، البعيد عن الأضواء، وكان مثلاً في الاستقامة والزهد، والتمسك بالدين، وركز في خطابه الديني علي بناء الأسرة ومسئوليتها تجاه أبنائها.

## وفاته
توفي الشيخ إبراهيم الدسوقي في القاهرة في هدوء على نحو ما عاش في هدوء، وكانت وفاته في السادسة والثمانين من عمره في 21 فبراير 2001، وترك ذرية مباركة العدد.